# Diavol

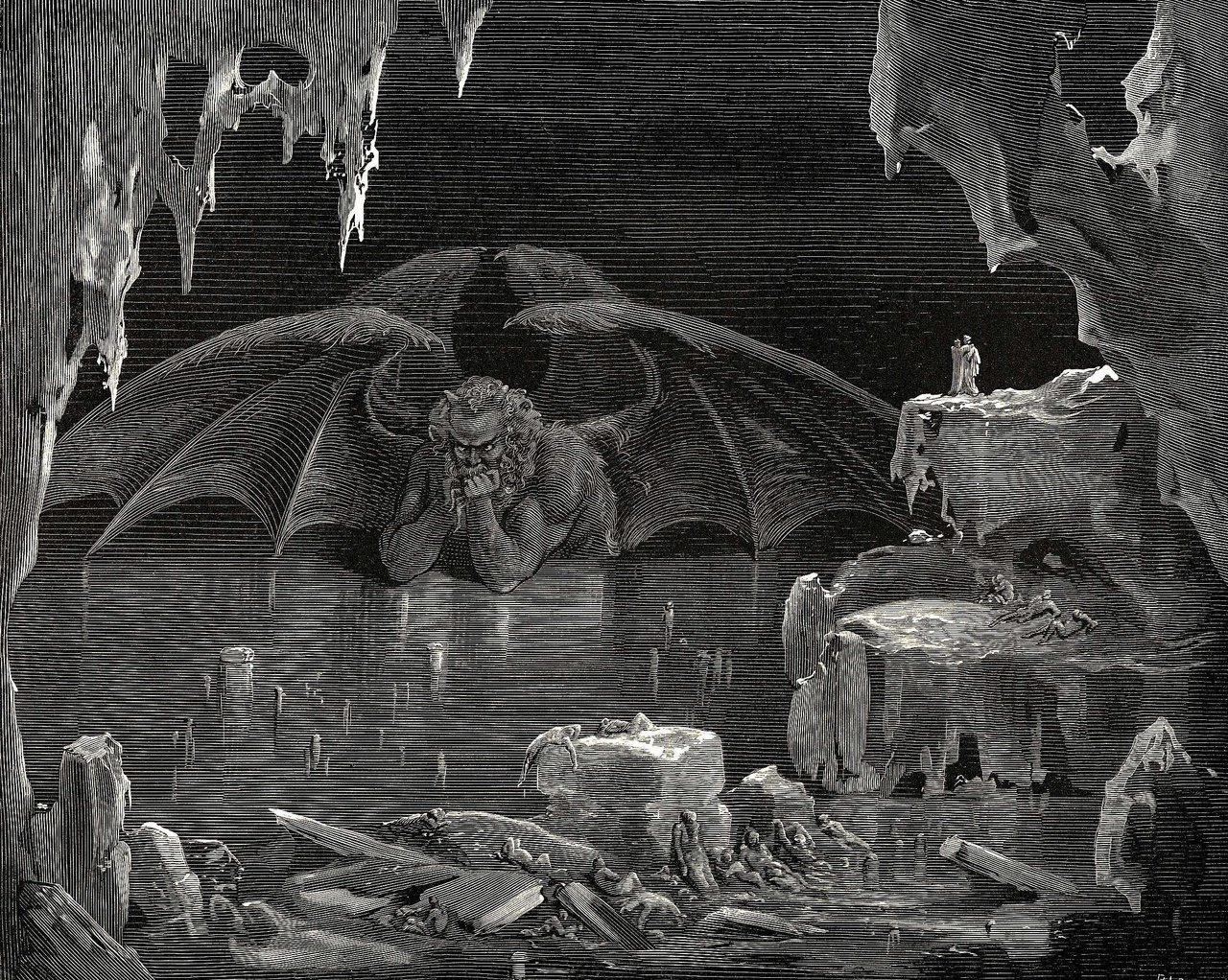
Imagine a Diavolului datorată lui Gustave Doré

Diavolul  (dracul, demonul, satana) este în creștinism spiritul răului, cel care subminează stabilitatea religioasă și morală a omului și îl răzvrătește contra lui Dumnezeu. Conform teologiei creștine, la început Diavolul era bun, dar prin faptele pe care le-a făcut a fost îndepărtat de Dumnezeu. Diavolul a hotărât să se răzbune stricând lumea creată de Dumnezeu. Conform Bibliei, Diavolul este Dumnezeul acestei lumi, iar Dumnezeu este conducătorul acestei lumi cât și al întregului univers.
În iudaism Diavolul este slujitorul fidel al lui Dumnezeu, el fiind un înger ascultător (în iudaism îngerii nu pot decât să asculte poruncile lui Dumnezeu), înger care este folosit de Dumnezeu pentru a încerca oamenii. Evreii susțin că pasajele interpretate de creștini ca referindu-se la Diavol se refereau de fapt la niște adversari militari ai Israelului antic. În viziune iudaică Diavolul este pe tot atât de puțin dușmanul lui Dumnezeu pe cât un procuror oarecare este dușman al statului de drept.
Conform evangheliilor, în timpul ispitirii lui Iisus, Diavolul lasă de înțeles că el este stăpânul tutor țărilor din lume:
„Diavolul L-a mai dus pe un munte foarte înalt și I-a arătat toate regatele lumii și splendoarea lor. Apoi I-a zis: Toate acestea Ți le voi da Ție dacă te vei prosterna și mi te vei închina.”—Evanghelia după Matei 4:8-9
Același lucru reiese și din evanghelia după Ioan 12:31.
„Acum are loc judecata lumii acesteia, acum stăpânitorul lumii acesteia va fi aruncat afară.”—Evanghelia după Ioan  12:31

## Imaginea Diavolului

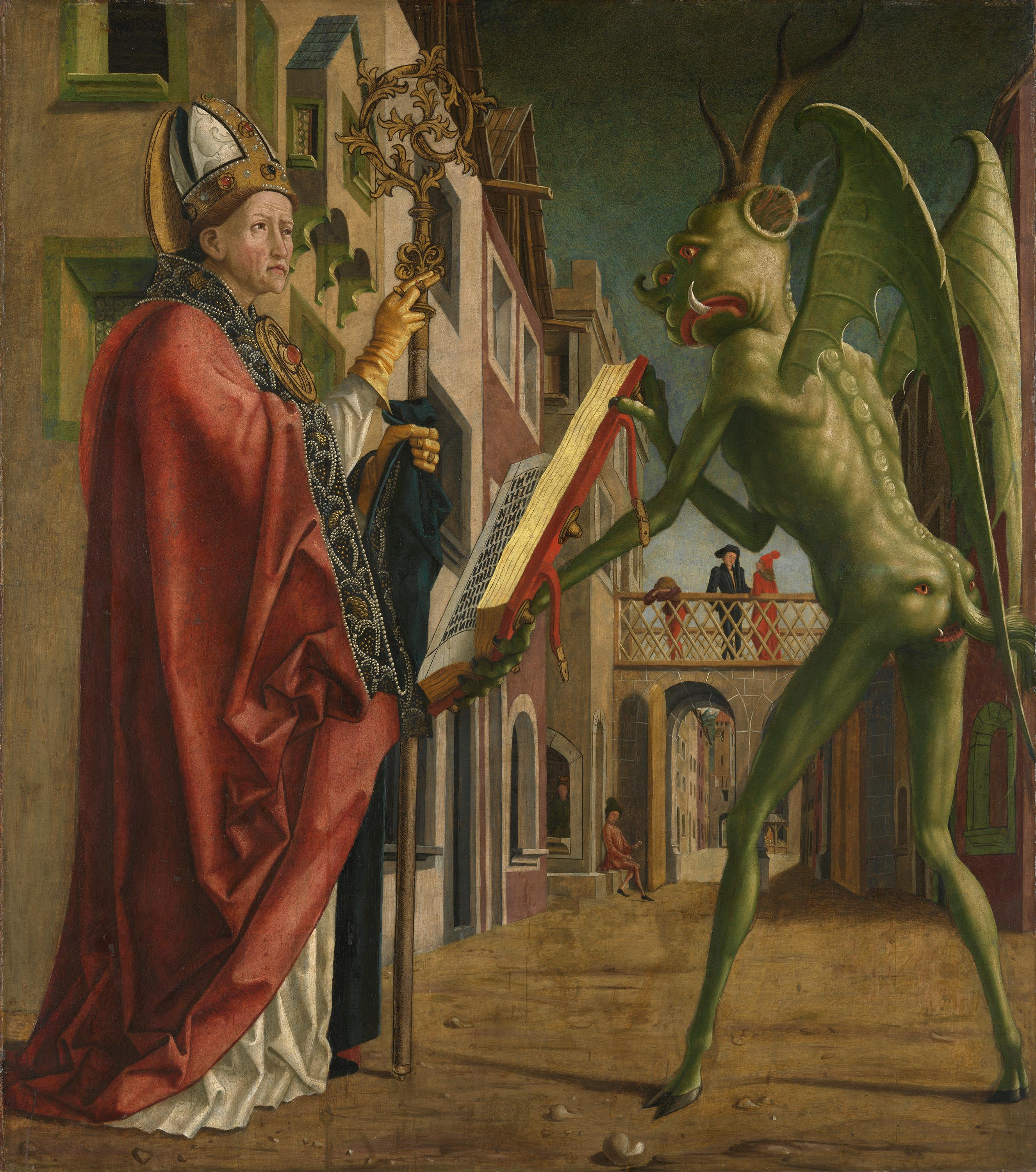
St. Wolfgang și Diavolul
de Michael Pacher.

În Geneza (VI, 1-4) a fost identificat de către unii teologi cu un șarpe viclean. În Apocalipsa lui Ioan este considerat "șarpe" și "balaur". Sfântul Augustin scrie:
„...este leu și balaur; leu ca vioiciune, balaur ca viclenie”

## Galerie imagini

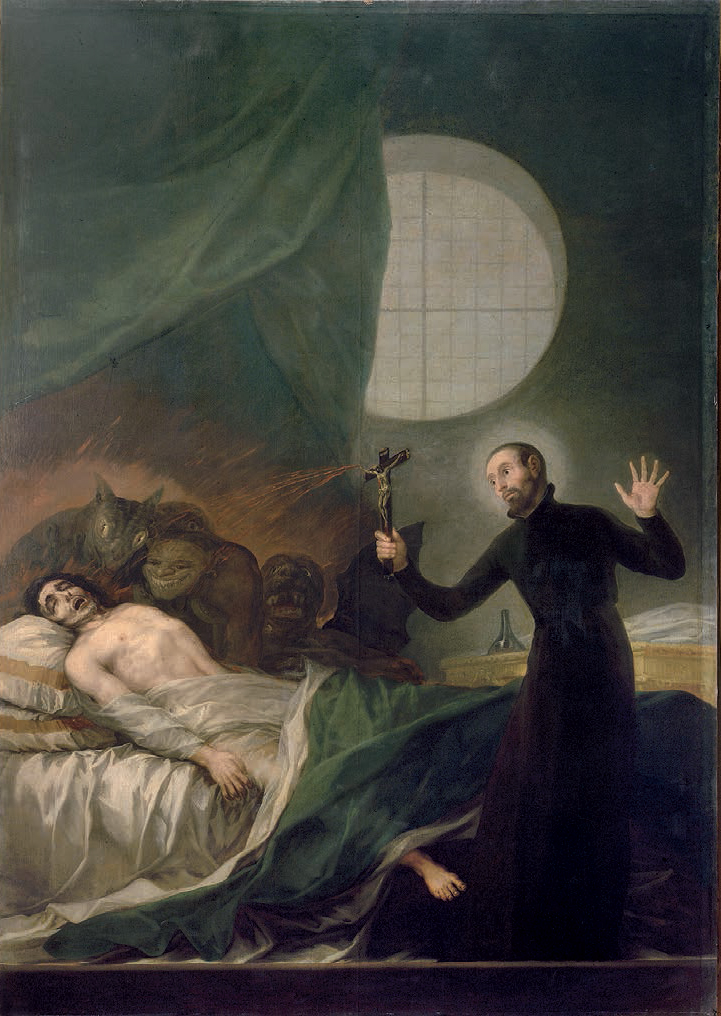
Exorcizare
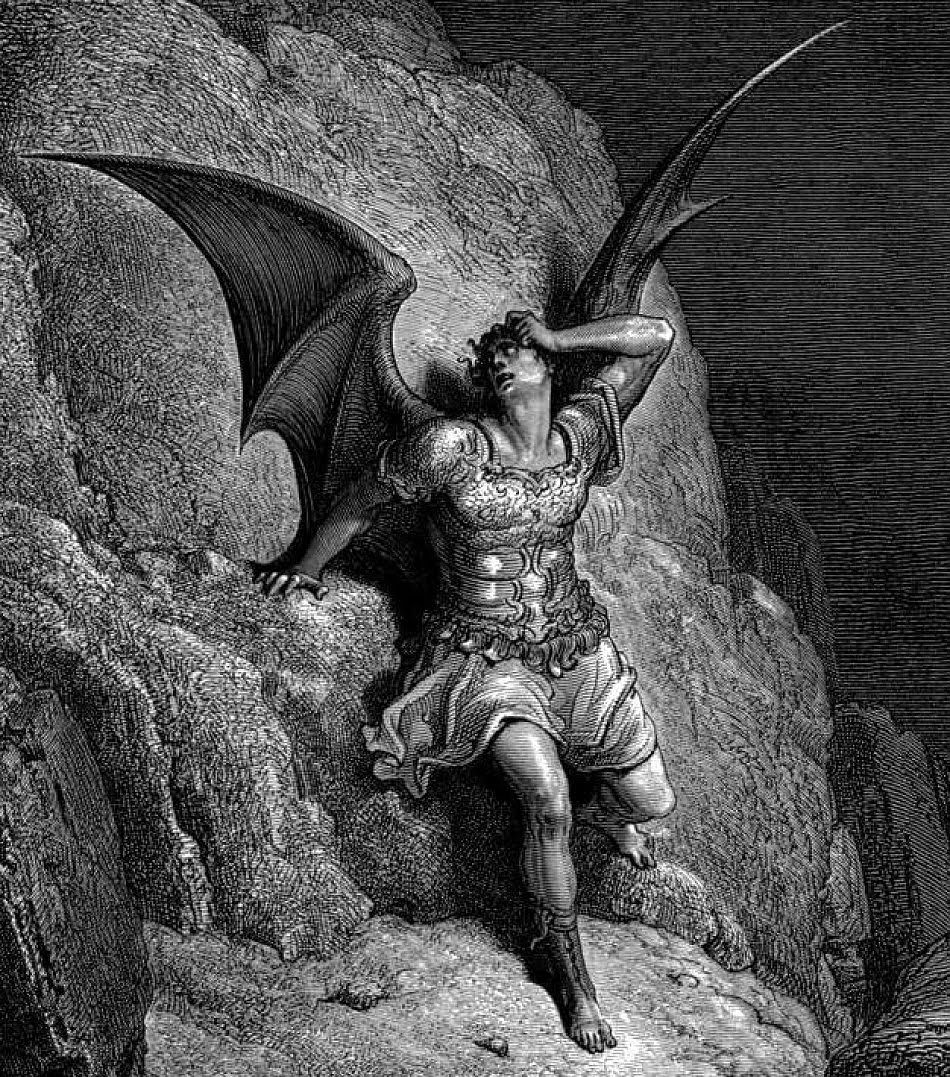
În Paradisul pierdut al lui John Milton
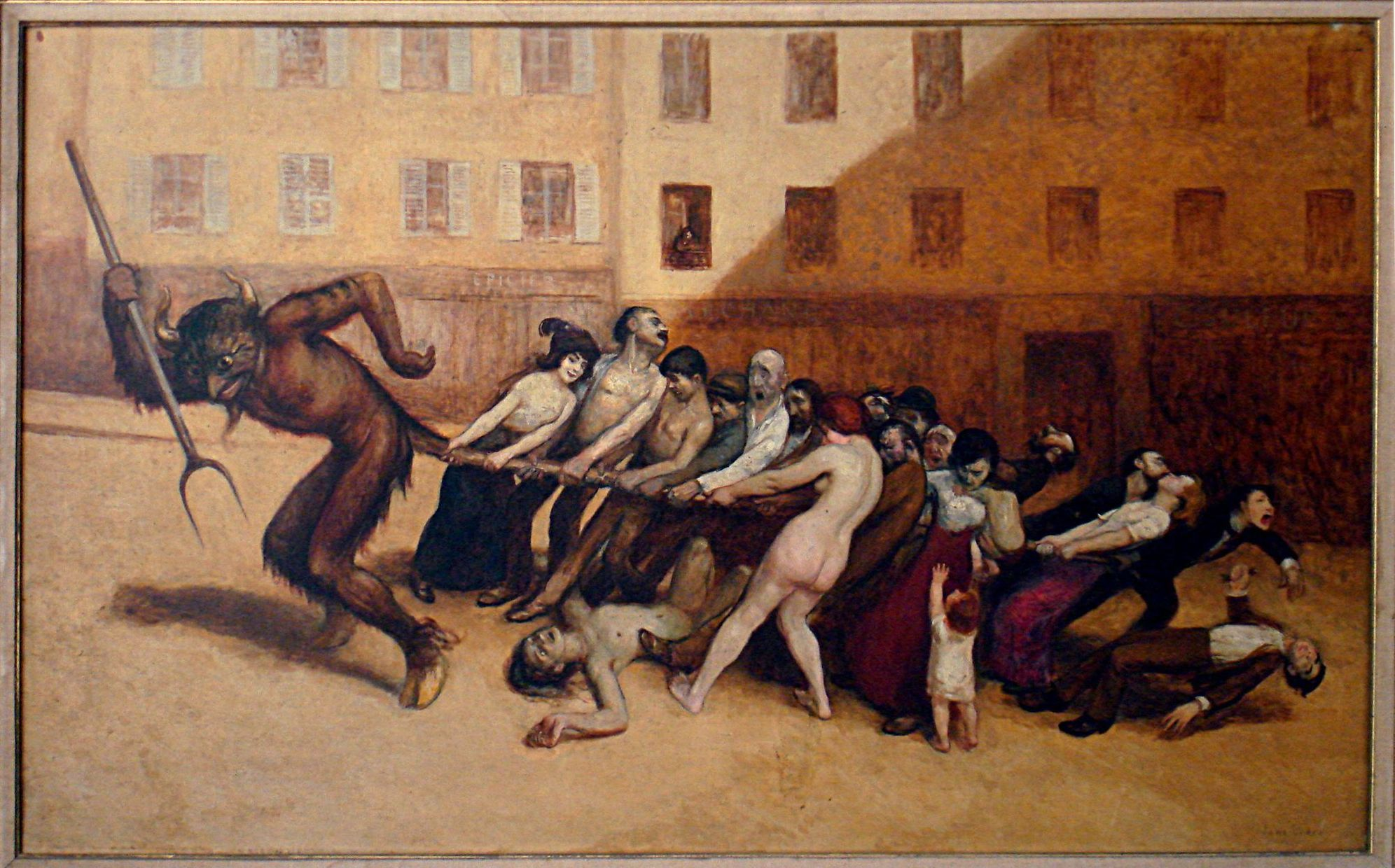
Parizienii trăgându-l pe dracul de coadă Pictură de Jean Veber (1864-1928), expusă la muzeul Carnavalet din Paris